# Old Town (Kern)
Old Town – obszar niemunicypalny w hrabstwie Kern, w Kalifornii (Stany Zjednoczone), na wysokości 1167 m.